# Större hedfly
Större hedfly, Polia richardsoni är en fjärilsart som beskrevs av John Curtis 1834. Enligt Dyntaxa ingår Större hedfly i släktet Polia men enligt Catalogue of Life är tillhörigheten istället släktet Anartodes. Enligt båda källorna tillhör artern familjen nattflyn, Noctuidae. Enligt rödlistorna i både Sverige och Finland är arten nära hotad, NT i respektive land. I Sverige förekommer arten i fjällkedjan från norra Dalarna till Torne lappmark på blomrika fjällhedar. I Finland förekommer den i nordligaste kommunerna Enare, Enontekis och Kittilä. Två underarter finns listade i Catalogue of Life, Anartodes richardsoni groenlandica Heydemann, 1944 och Anartodes richardsoni tamsi Benjamin, 1933. 